# Bataille de Chyrokyne
Guerre du Donbass
Batailles
- Euromaïdan
- Révolution de la Dignité
- Manifestations anti-Maïdan

Annexion de la Crimée
- Invasion russe de la Crimée
- Prise du Parlement de Crimée
- Prise de la base navale sud
- Incident de Simféropol (en)
- Occupation russe de la Crimée

Troubles pro-russes
- Odessa
- Troubles pro-russes à Kharkiv (uk)
- Troubles pro-russes à Louhansk (uk)
- Bataille de la rue Rymarska (uk)
- Proclamation de la république de Crimée
- Prise de Donetsk (uk)
- Proclamation de la RP de Donetsk
- Proclamation de la RP d'Odessa (hu)
- Proclamation de la RP de Lougansk
- Affrontements à Odessa du 2 mai (uk)
- Incendie de la Maison des syndicats d'Odessa

Guerre du Donbass
- Sloviansk
- Artemivsk
- Marioupol
- 1re Donetsk
- Louhansk
- Il-76
- Chyrokyne
- Saour-Mogyla
- Horlivka
- Vol Malaysia Airlines 17
- 2e Donetsk
- Loutouhyne
- Ilovaïsk
- 3e Donetsk
- 32e barrage
- Volnovakha
- Debaltseve
- Marïnka
- Avdiïvka

La bataille de Chyrokyne est une courte offensive ukrainienne de la guerre du Donbass s'étant déroulée du 10 juillet 2014 au 15 juillet 2014 aux alentours et dans la ville de Chyrokyne (en), dans l'oblast de Donetsk. Elle oppose les troupes ukrainiennes aux forces séparatistes de la république populaire de Donetsk (RPD).

## La bataille
Depuis le 23 janvier, la ville de Marioupol subit des bombardements. Les Ukrainiens veulent retrouver les positions définies par la protocole de Minsk.

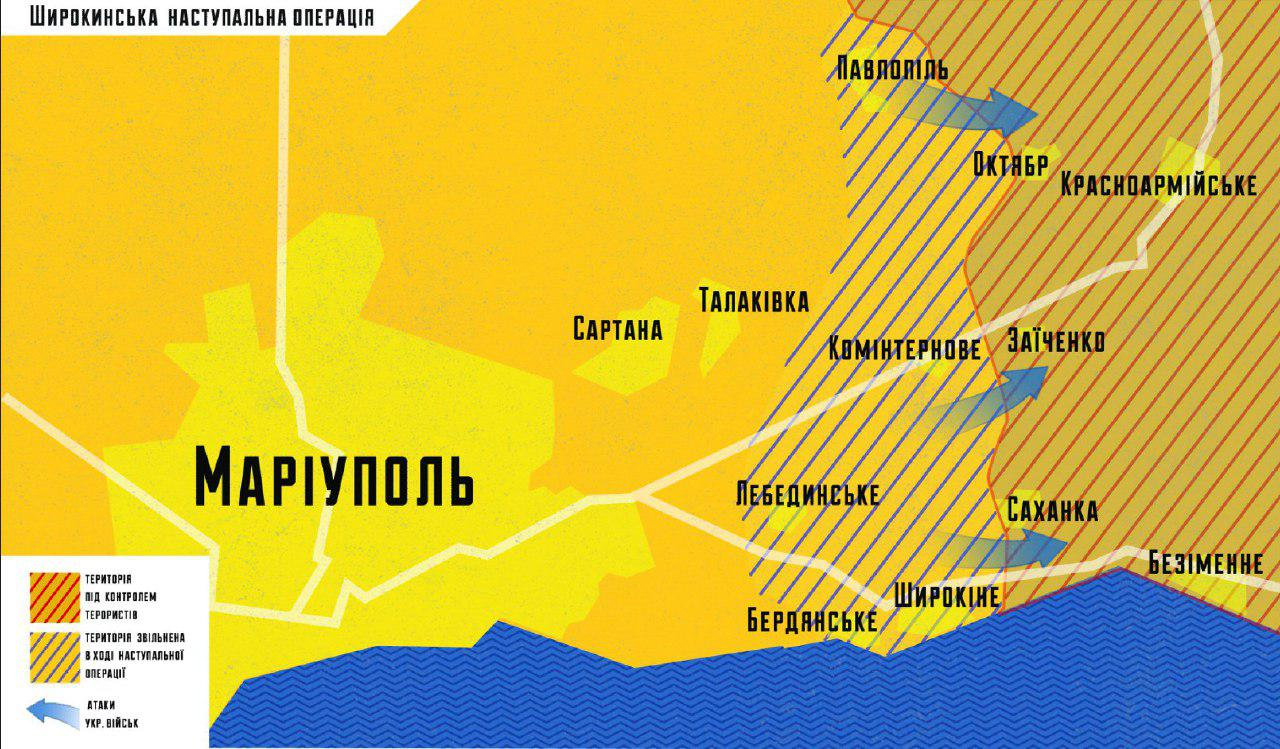
Ligne de Chyrokyne à Pavlopil à l'est de Marioupol, Chyrokyne étant sur le bord de la mer d'Azov, cible de la flèche.

La bataille se solde par le retrait des forces séparatistes.

## Conséquences

Carte de la zone tampon établie par le mémorandum de suivi du Protocole de Minsk.

Le 3 juillet 2015 et le 24 février 2016, les forces pro-russes abandonnent leurs positions à Chyrokyne en laissant la zone minée.